# East Appleton
East Appleton – osada w Anglii, w hrabstwie North Yorkshire, w dystrykcie (unitary authority) North Yorkshire. Leży 58 km na północny zachód od miasta York i 333 km na północ od Londynu.